# Adolfo Enrique Hernández
Adolfo Enrique Hernández Sotelo (28 de septiembre de 1997; Ciudad de México), es un futbolista mexicano. Juega como delantero y su actual equipo es el RGV FC Toros de la USL Championship de Estados Unidos. 
Es canterano del Club Universidad Nacional de México, debutó en la Primera División con los Pumas de la UNAM en la jornada 6 del torneo apertura 2018; en el juego UNAM vs Querétaro F. C.

## Clubes
| Club                    | País           | Año         |
| ----------------------- | -------------- | ----------- |
| UNAM                    | México         | 2018 - 2020 |
| Celaya (Préstamo)       | México         | 2020 - 2021 |
| Pumas Tabasco           | México         | 2021 - Act  |
| RGV FC Toros (Préstamo) | Estados Unidos | 2022 - Act  |